# Bichelsee-Balterswil
Bichelsee-Balterswil és un municipi del cantó de Turgòvia (Suïssa), situat al districte de Münchwilen.